# Râul Ruscova
Râul Ruscova este un curs de apă, afluent al râului Vișeu. Cursul superior al râului, amonte de localitatea Poienile de sub Munte, este cunoscut și sub numele de Râul Rica

## Imagini

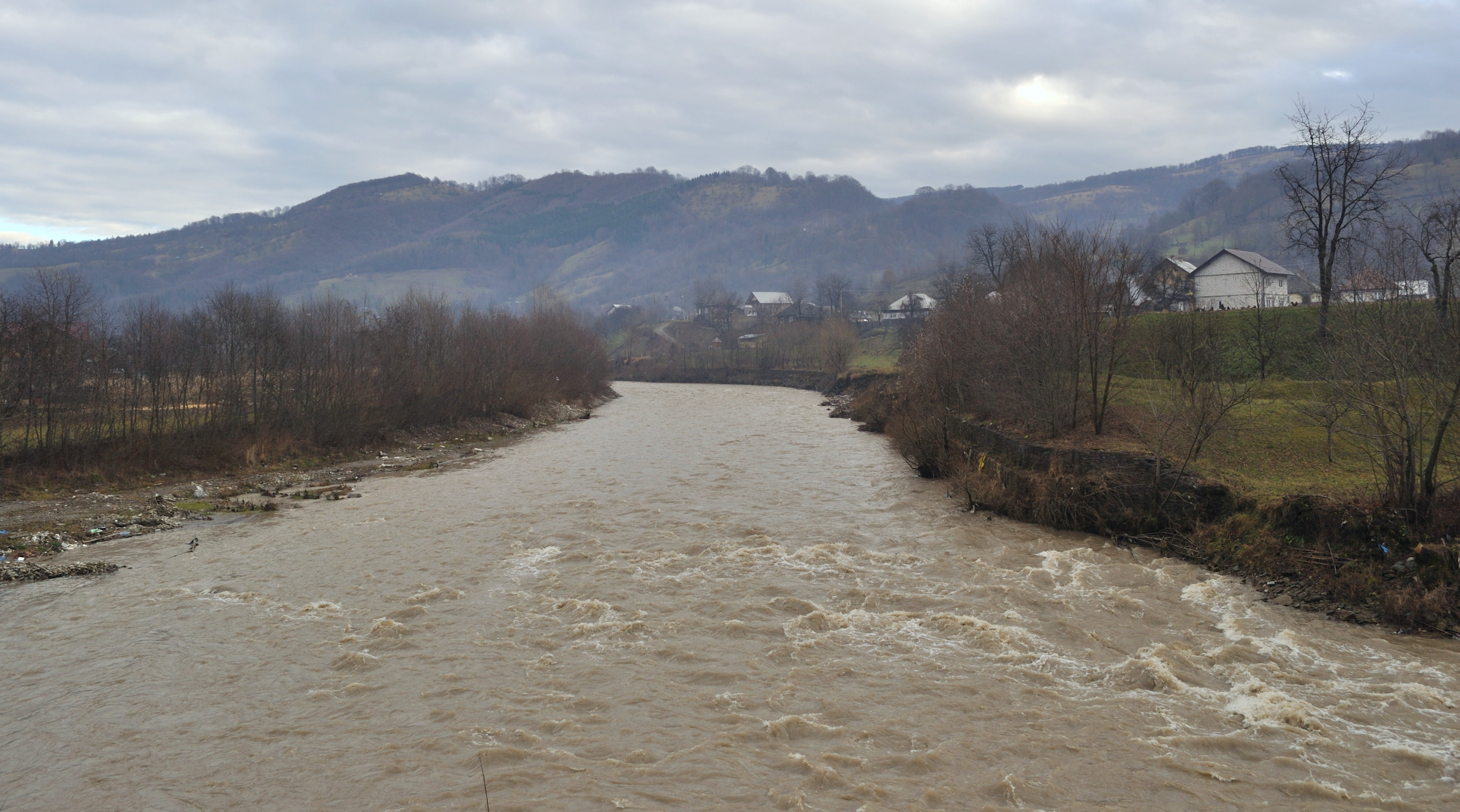
Râul Ruscova la Ruscova, județul Maramureș
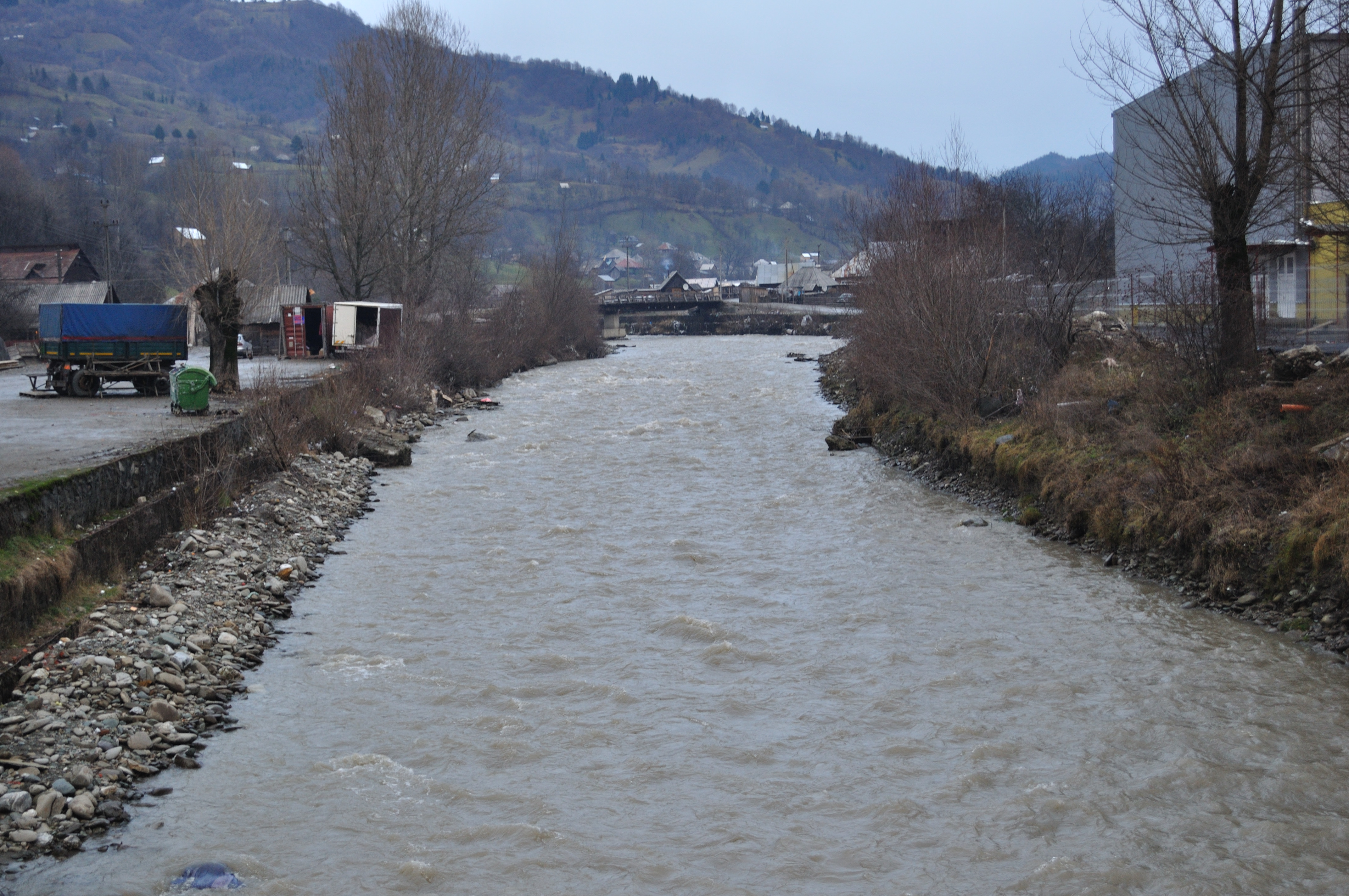
Râul Ruscova la Poienile de sub Munte, județul Maramureș
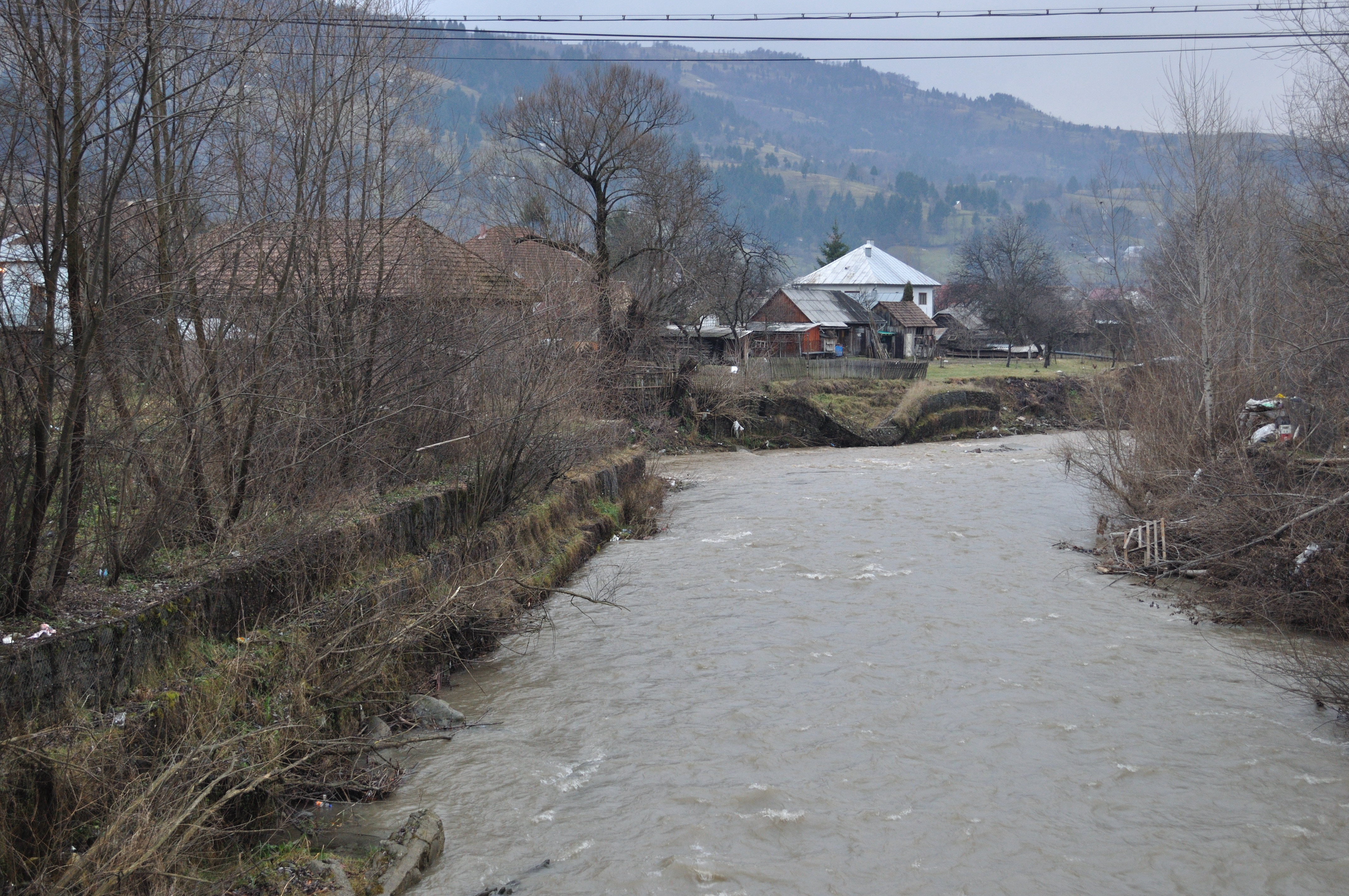
Râul Ruscova la confluența cu afluentul său de stânga Cvașnița